# NGC 759
NGC 759 ist eine elliptische Radiogalaxie vom Hubble-Typ E0 im Sternbild Andromeda am Nordsternhimmel. Die Galaxie weist neben einer Spiralstruktur, die nahezu in Draufsicht erscheint, einen um 40° geneigten Ring aus ionisierten Gas mit einem Durchmesser von 1 kpc (ca. 3,3 Lj.) auf. Sie ist schätzungsweise 215 Millionen Lichtjahre von der Milchstraße entfernt und hat einen Durchmesser von etwa 120.000 Lichtjahren. Vom Sonnensystem aus entfernt sich die Galaxie mit einer errechneten Radialgeschwindigkeit von näherungsweise 4.700 Kilometern pro Sekunde.
Sie ist Teil der 34 Mitglieder zählenden Lyons Groups of Galaxies LGG 37 um NGC 669 und der über 100 Galaxien umfassenden Galaxiengruppe Abell 262.
Die Typ-Ia/Pec-Supernova SN 2002fb wurde hier beobachtet.
Das Objekt wurde am 17. September 1865 vom deutsch-dänischen Astronomen Heinrich Louis d’Arrest entdeckt.

## Galaktisches Umfeld
| Nr. | Galaxie          | Alternativname          | Rek          | Dek          | Distanz/asec |
| --- | ---------------- | ----------------------- | ------------ | ------------ | ------------ |
| →   | NGC 759          | LEDA/PGC 7397           | 01h57m50.33s | +36d20m35.2s | 0            |
| 1   | LEDA/PGC 7412    | 2MASX J01580182+3618401 | 01h58m01.84s | +36d18m40.5s | 180.22       |
| 2   | LEDA/PGC 74050   | 2MASX J01581578+3620538 | 01h58m15.79s | +36d20m53.8s | 308.04       |
| 3   | LEDA/PGC 7381    | UGC 1434                | 01h57m38.92s | +36d15m19.3s | 344.81       |
| 4   | LEDA/PGC 2076880 | 2MASX J01582315+3612568 | 01h58m23.14s | +36d12m56.8s | 607.16       |
| 5   | LEDA/PGC 2076162 | 2MASX J01574620+3610121 | 01h57m46.19s | +36d10m12.1s | 625.19       |
| 6   | LEDA/PGC 197611  | 2MASX J01583315+3612558 | 01h58m33.15s | +36d12m56.1s | 691.98       |
| 7   | LEDA/PGC 2077953 | 2MASX J01584659+3616479 | 01h58m46.59s | +36d16m48.0s | 716.93       |
| 8   | LEDA/PGC 7443    | CGCG 522-092            | 01h58m29.85s | +36d30m00.0s | 739.35       |
| 9   | LEDA/PGC 7295    | UGC 1415                | 01h56m43.88s | +36d23m04.3s | 816.59       |
| 10  | LEDA/PGC 7268    | 2MASX J01563650+3624302 | 01h56m36.49s | +36d24m30.2s | 922.46       |
| 11  | LEDA/PGC 7502    | UGC 1460                | 01h59m04.95s | +36d15m31.0s | 951.88       |